# Copa Sevilla 2000
Il Copa Sevilla 2000 è stato un torneo di tennis facente parte della categoria ATP Challenger Series nell'ambito dell'ATP Challenger Series 2000. Il torneo si è giocato a Siviglia in Spagna dal 25 al 30 settembre 2000 su campi in terra gialla.

## Vincitori

### Singolare
Tommy Robredo ha battuto in finale  Óscar Serrano Rodríguez con il punteggio di 6(4)–7, 6–1, 6–4.

### Doppio
Eduardo Nicolas /  Germán Puentes hanno battuto in finale  Tommy Robredo /  Santiago Ventura con il punteggio di 6–3, 6–2.